# Brasil nos Jogos Parapan-Americanos de 2011
O Brasil competiu nos Jogos Parapan-Americanos de 2011 em Guadalajara, no México.
A delegação brasileira nos IV Jogos Parapan-Americanos foi composta por 231 atletas, sendo a maior delegação dos jogos, superando inclusive o país anfitrião.
O país terminou os jogos com o bicampeonato, tendo conquistado duas medalhas de ouro a menos que seu melhor resultado da história, conseguiu inclusive uma média de medalhas quase igual a de atletas.
Algumas competições serviram de seletivas para os Jogos Paralímpicos de Verão de 2012, em Londres, na Grã-Bretanha.

## Medalhas

### Ouro
| Medalha | Vencedor                                                                      | Esporte                      | Evento                                         | Data           |
| ------- | ----------------------------------------------------------------------------- | ---------------------------- | ---------------------------------------------- | -------------- |
| Ouro    | Soelito Gohr                                                                  | Ciclismo                     | Mixed road time trial C1-5                     | 13 de Novembro |
| Ouro    | Ronaldo Santos                                                                | Natação                      | Men's 400 metre freestyle S7                   | 13 de Novembro |
| Ouro    | Caio Oliveira                                                                 | Natação                      | Men's 100 metre backstroke S8                  | 13 de Novembro |
| Ouro    | Ronystony Cordeiro Adriano de Lima Clodoaldo Silva Daniel Dias                | Natação                      | Men's 4 x 50 metre freestyle relay 20 points   | 13 de Novembro |
| Ouro    | Edson Pinheiro                                                                | Atletismo                    | Men's 100 metres T38                           | 14 de Novembro |
| Ouro    | Shirlene Coelho                                                               | Atletismo                    | Women's shot put F35/36/37                     | 14 de Novembro |
| Ouro    | Carlos Farrenberg                                                             | Natação                      | Men's 50 metre freestyle S13                   | 14 de Novembro |
| Ouro    | Genezi Andrade                                                                | Natação                      | Men's 50 metre freestyle S3                    | 14 de Novembro |
| Ouro    | Andre Brasil                                                                  | Natação                      | Men's 100 metre breaststroke SB9               | 14 de Novembro |
| Ouro    | Carlos Lopes Maciel                                                           | Natação                      | Men's 100 metre breaststroke SB8               | 14 de Novembro |
| Ouro    | Lucas Prado                                                                   | Atletismo                    | Men's 100 metres T11                           | 15 de Novembro |
| Ouro    | Terezinha Guilhermina                                                         | Atletismo                    | Women's 100 metres T11                         | 15 de Novembro |
| Ouro    | Yohansson Nascimento                                                          | Atletismo                    | Men's 100 metres T46                           | 15 de Novembro |
| Ouro    | Ariosvaldo Fernandes Silva                                                    | Atletismo                    | Men's 100 metres T53                           | 15 de Novembro |
| Ouro    | Jenifer Santos                                                                | Atletismo                    | Women's 200 metres T38                         | 15 de Novembro |
| Ouro    | Thierb Siqueira                                                               | Atletismo                    | Men's 400 metres T12                           | 15 de Novembro |
| Ouro    | Shirlene Coelho                                                               | Atletismo                    | Women's Javelin Throw F37/38                   | 15 de Novembro |
| Ouro    | Vanilton Filho                                                                | Natação                      | Men's 50 metres Freestyle S9                   | 15 de Novembro |
| Ouro    | Andre Brasil                                                                  | Natação                      | Men's 50 metres Freestyle S10                  | 15 de Novembro |
| Ouro    | Caio Oliveira                                                                 | Natação                      | Men's 400 metres Freestyle S8                  | 15 de Novembro |
| Ouro    | Daniel Dias                                                                   | Natação                      | Men's 50 metres Butterfly S5                   | 15 de Novembro |
| Ouro    | Joana Silva                                                                   | Natação                      | Women's 50 metres Butterfly S5                 | 15 de Novembro |
| Ouro    | Phelipe Rodrigues Daniel Dias Vanilton Filho Andre Brasil                     | Natação                      | Men's 4 x 100 metres Freestyle Relay 34 points | 15 de Novembro |
| Ouro    | Iranildo Conceicao                                                            | Tênis de mesa                | Men's Singles C1-2                             | 15 de Novembro |
| Ouro    | Ezequiel Babes                                                                | Tênis de mesa                | Men's Singles C4                               | 15 de Novembro |
| Ouro    | Joyce F. de Oliveira                                                          | Tênis de mesa                | Women's Singles C4                             | 15 de Novembro |
| Ouro    | Claudiomiro Segatto                                                           | Tênis de mesa                | Men's Singles C5                               | 15 de Novembro |
| Ouro    | Carlo di Franco                                                               | Tênis de mesa                | Men's Singles C6                               | 15 de Novembro |
| Ouro    | Jane K. Rodriguez                                                             | Tênis de mesa                | Women's Singles C7-9                           | 15 de Novembro |
| Ouro    | Carlos A. Carbinatti                                                          | Tênis de mesa                | Men's Singles C10                              | 15 de Novembro |
| Ouro    | Lucas Martins                                                                 | Tênis de mesa                | Men's Singles C11                              | 15 de Novembro |
| Ouro    | Iliane Faust                                                                  | Tênis de mesa                | Women's Singles C11                            | 15 de Novembro |
| Ouro    | Lucas Prado                                                                   | Atletismo                    | Men's 200 metres T11                           | 16 de Novembro |
| Ouro    | Thierb Siqueira                                                               | Atletismo                    | Men's 200 metres T12                           | 16 de Novembro |
| Ouro    | Fabio Moraes                                                                  | Bocha                        | Individual BC4                                 | 16 de Novembro |
| Ouro    | Joao A. Schwindt                                                              | Natação                      | Men's Individual track pursuit C4-5            | 16 de Novembro |
| Ouro    | Vanilton Filho                                                                | Natação                      | Men's 400 metres Freestyle S9                  | 16 de Novembro |
| Ouro    | Andre Brasil                                                                  | Natação                      | Men's 400 metres Freestyle S10                 | 16 de Novembro |
| Ouro    | Daniel Dias                                                                   | Natação                      | Men's 100 metres Breaststroke SB4              | 16 de Novembro |
| Ouro    | Daniel Dias                                                                   | Natação                      | Men's 200 metres individual medley SM6         | 16 de Novembro |
| Ouro    | Andre Oliveira                                                                | Atletismo                    | Men's long jump F44                            | 17 de Novembro |
| Ouro    | Jenifer Santos                                                                | Atletismo                    | Women's 100 metres T38                         | 17 de Novembro |
| Ouro    | Edson Pinheiro                                                                | Atletismo                    | Men's 200 metres T38                           | 17 de Novembro |
| Ouro    | Yohansson Nascimento                                                          | Atletismo                    | Men's 200 metres T46                           | 17 de Novembro |
| Ouro    | Ariosvaldo Fernandes Silva                                                    | Atletismo                    | Men's 200 metres T53                           | 17 de Novembro |
| Ouro    | Terezinha Guilhermina                                                         | Atletismo                    | Women's 400 metres T12                         | 17 de Novembro |
| Ouro    | Odair Santos                                                                  | Atletismo                    | Men's 1,500 metres T11                         | 17 de Novembro |
| Ouro    | Marivana Oliveira                                                             | Atletismo                    | Women's discus throw F35/36/37                 | 17 de Novembro |
| Ouro    | Roseane Santos                                                                | Atletismo                    | Women's discus throw F57/58                    | 17 de Novembro |
| Ouro    | Francisco Lima                                                                | Atletismo                    | Men's javelin throw F44                        | 17 de Novembro |
| Ouro    | Daniel Dias                                                                   | Natação                      | Men's 50 metres freestyle S5                   | 17 de Novembro |
| Ouro    | Joana Silva                                                                   | Natação                      | Women's 50 metres freestyle S5                 | 17 de Novembro |
| Ouro    | Matheus Silva                                                                 | Natação                      | Men's 200 metres individual medley SM9         | 17 de Novembro |
| Ouro    | Daniel Dias Francisco Avelino Jeferson Amaro Clodoaldo Silva                  | Natação                      | Men's 4 x 50 metres medley relay 20 points     | 17 de Novembro |
| Ouro    | Terezinha Guilhermina                                                         | Atletismo                    | Women's 200 metres T11                         | 18 de Novembro |
| Ouro    | Daniel Silva                                                                  | Atletismo                    | Men's 400 metres T11                           | 18 de Novembro |
| Ouro    | Odair Santos                                                                  | Atletismo                    | Men's 5,000 metres T11                         | 18 de Novembro |
| Ouro    | Francisco Daniel Coelho da Silva                                              | Atletismo                    | Men's 1,500 metres T37                         | 18 de Novembro |
| Ouro    | Paulo Souza                                                                   | Atletismo                    | Men's discus throw F35/36                      | 18 de Novembro |
| Ouro    | Claudiney Batista dos Santos                                                  | Atletismo                    | Men's javelin throw F57/58                     | 18 de Novembro |
| Ouro    | Team Brazil                                                                   | Vôlei sentado                | Men                                            | 18 de Novembro |
| Ouro    | Joana Silva                                                                   | Natação                      | Women's 100 metres freestyle S5                | 18 de Novembro |
| Ouro    | Daniel Dias                                                                   | Natação                      | Men's 100 metres freestyle S5                  | 18 de Novembro |
| Ouro    | Nelio Almeida                                                                 | Natação                      | Men's 50 metres butterfly S7                   | 18 de Novembro |
| Ouro    | Daniel Dias                                                                   | Natação                      | Men's 50 metres backstroke S5                  | 18 de Novembro |
| Ouro    | Edenia Garcia                                                                 | Natação                      | Women's 50 metres backstroke S5                | 18 de Novembro |
| Ouro    | David Andrade Welder Camargo Iranildo Conceicao Ronaldo Pinheiro              | Tênis de mesa                | Men's team C1-3                                | 18 de Novembro |
| Ouro    | Francisco W. Melo Carlo di Franco Joao F. Martins Paulo S. Salmin             | Tênis de mesa                | Men's team C6-8                                | 18 de Novembro |
| Ouro    | Carlos A. Carbinatti Alexandre Lazarin Edimilson M. Pinheiro Guilherme Riggio | Tênis de mesa                | Men's team C9-10                               | 18 de Novembro |
| Ouro    | Soelito Gohr                                                                  | Ciclismo                     | Men's road race C4-5                           | 19 de Novembro |
| Ouro    | Team Brazil                                                                   | Golbol                       | Men                                            | 19 de Novembro |
| Ouro    | Vanilton Filho                                                                | Natação                      | Men's 100 metres freestyle S9                  | 19 de Novembro |
| Ouro    | Andre Brasil                                                                  | Natação                      | Men's 100 metres freestyle S10                 | 19 de Novembro |
| Ouro    | Carlos Farrenberg                                                             | Natação                      | Men's 100 metres freestyle S13                 | 19 de Novembro |
| Ouro    | Daniel Dias                                                                   | Natação                      | Men's 200 metres freestyle S5                  | 19 de Novembro |
| Ouro    | Joana Silva                                                                   | Natação                      | Women's 200 metres freestyle S5                | 19 de Novembro |
| Ouro    | Talisson Glock                                                                | Natação                      | Men's 100 metres backstroke S6                 | 19 de Novembro |
| Ouro    | Daniel Dias Matheus Silva Andre Brasil Phelipe Rodrigues                      | Natação                      | Men's 4 x 100 metres medley relay 34 points    | 19 de Novembro |
| Ouro    | Team Brazil                                                                   | Futebol de 5                 | Men                                            | 20 de Novembro |
| Ouro    | Karla Ferreira                                                                | Judô                         | Women's 48 kg                                  | 20 de Novembro |
| Prata   | Marivana Oliveira                                                             | Atletismo                    | Women's shot put F35/36/37                     | 14 de Novembro |
| Prata   | Joana Helena Silva                                                            | Atletismo                    | Women's 400 metres T13                         | 14 de Novembro |
| Prata   | Edson Pinheiro                                                                | Atletismo                    | Men's 400 metres T38                           | 14 de Novembro |
| Prata   | William Santana                                                               | Natação                      | Men's 50 metre freestyle S8                    | 14 de Novembro |
| Prata   | Matheus Sousa                                                                 | Natação                      | Men's 50 metre freestyle S11                   | 14 de Novembro |
| Prata   | Adriano de Lima                                                               | Natação                      | Men's 100 metre breaststroke SB5               | 14 de Novembro |
| Prata   | Matheus Silva                                                                 | Natação                      | Men's 100 metre breaststroke SB9               | 14 de Novembro |
| Prata   | Leticia Ferreira                                                              | Natação                      | Women's 200 metre individual medley SM5        | 14 de Novembro |
| Prata   | Daniel Silva                                                                  | Atletismo                    | Men's 100 metres T11                           | 15 de Novembro |
| Prata   | Jerusa Geber Santos                                                           | Atletismo                    | Women's 100 metres T11                         | 15 de Novembro |
| Prata   | Ana Tercia Soares                                                             | Atletismo                    | Women's 100 metres T12                         | 15 de Novembro |
| Prata   | Andre Andrade                                                                 | Atletismo                    | Men's 100 metres T13                           | 15 de Novembro |
| Prata   | Lucas Ferrari                                                                 | Atletismo                    | Men's 100 metres T37                           | 15 de Novembro |
| Prata   | Alex Menconca                                                                 | Atletismo                    | Men's 5,000 metres T12                         | 15 de Novembro |
| Prata   | Matheus Silva                                                                 | Natação                      | Men's 50 metres freestyle S9                   | 15 de Novembro |
| Prata   | Phelipe Rodrigues                                                             | Natação                      | Men's 50 metres freestyle S10                  | 15 de Novembro |
| Prata   | Clodoaldo Silva                                                               | Natação                      | Men's 50 metres butterfly S5                   | 15 de Novembro |
| Prata   | Renato Silva                                                                  | Natação                      | Men's 100 metres breaststroke SB12             | 15 de Novembro |
| Prata   | Raquel Viel                                                                   | Natação                      | Women's 100 metres breaststroke SB12           | 15 de Novembro |
| Prata   | Ronaldo Pinheiro                                                              | Tênis de mesa                | Men's singles C1-2                             | 15 de Novembro |
| Prata   | David Andrade                                                                 | Tênis de mesa                | Men's singles C3                               | 15 de Novembro |
| Prata   | Ivanildo Pessoa                                                               | Tênis de mesa                | Men's singles C4                               | 15 de Novembro |
| Prata   | Paulo S. Salmin                                                               | Tênis de mesa                | Men's singles C8                               | 15 de Novembro |
| Prata   | Sheila Finder                                                                 | Atletismo                    | Women's 100 metres T46                         | 16 de Novembro |
| Prata   | Daniel Silva                                                                  | Atletismo                    | Men's 200 metres T11                           | 16 de Novembro |
| Prata   | Soelito Gohr                                                                  | Ciclismo                     | Men's individual track pursuit C4-5            | 16 de Novembro |
| Prata   | Phelipe Rodrigues                                                             | Natação                      | Men's 400 metres freestyle S10                 | 16 de Novembro |
| Prata   | Camille Cruz                                                                  | Natação                      | Women's 400 metres freestyle S9                | 16 de Novembro |
| Prata   | Moises Batista                                                                | Natação                      | Men's 50 metres breaststroke SB3               | 16 de Novembro |
| Prata   | Viviane Soares                                                                | Atletismo                    | Women's 100 metres T13                         | 17 de Novembro |
| Prata   | Shirlene Coelho                                                               | Atletismo                    | Women's discus throw F35/36/37                 | 17 de Novembro |
| Prata   | Francisco Daniel Coelho da Silva                                              | Atletismo                    | Men's 800 metres T37                           | 17 de Novembro |
| Prata   | Bruno Carra                                                                   | Levantamento de peso         | Men's 48 – 56 kg                               | 17 de Novembro |
| Prata   | Clodoaldo Silva                                                               | Natação                      | Men's 50 metres freestyle S5                   | 17 de Novembro |
| Prata   | Caio Oliveira                                                                 | Natação                      | Men's 200 metres individual medley SM8         | 17 de Novembro |
| Prata   | Jerusa Geber Santos                                                           | Atletismo                    | Women's 200 metres T11                         | 18 de Novembro |
| Prata   | Ana Tercia Soares                                                             | Atletismo                    | Women's 200 metres T12                         | 18 de Novembro |
| Prata   | Andre Andrade                                                                 | Atletismo                    | Men's 200 metres T13                           | 18 de Novembro |
| Prata   | Lucas Ferrari                                                                 | Atletismo                    | Men's 200 metres T37                           | 18 de Novembro |
| Prata   | Alan Fonteles Cardoso Oliveira                                                | Atletismo                    | Men's 200 metres T44                           | 18 de Novembro |
| Prata   | Andre Andrade                                                                 | Atletismo                    | Men's 400 metres T13                           | 18 de Novembro |
| Prata   | Ariosvaldo Fernandes Silva                                                    | Atletismo                    | Men's 400 metres T53                           | 18 de Novembro |
| Prata   | Thierb Siqueira                                                               | Atletismo                    | Men's 800 metres T12                           | 18 de Novembro |
| Prata   | Antonio Tenorio                                                               | Judô                         | Men's 100 kg                                   | 18 de Novembro |
| Prata   | Wilians Silva                                                                 | Judô                         | Men's +100 kg                                  | 18 de Novembro |
| Prata   | Caio Oliveira                                                                 | Natação                      | Men's 100 metres freestyle S8                  | 18 de Novembro |
| Prata   | Clodoaldo Silva                                                               | Natação                      | Men's 100 metres freestyle S5                  | 18 de Novembro |
| Prata   | Francisco Avelino                                                             | Natação                      | Men's 50 metres backstroke S5                  | 18 de Novembro |
| Prata   | Camille Cruz                                                                  | Natação                      | Women's 100 metres backstroke S9               | 18 de Novembro |
| Prata   | Ezequiel Babes Ecildo Lopes Ivanildo Pessoa Claudiomiro Segatto               | Tênis de mesa                | Men's team C4-5                                | 18 de Novembro |
| Prata   | Joyce F. de Oliveira Maria L. Pereira                                         | Tênis de mesa                | Women's team C4-5                              | 18 de Novembro |
| Prata   | Jady Martins                                                                  | Ciclismo                     | Mixed road race H1M/H1 - 2W                    | 19 de Novembro |
| Prata   | Team Brazil                                                                   | Golbo                        | Women                                          | 19 de Novembro |
| Prata   | Daniele Bernardes                                                             | Judô                         | Women's 63 kg                                  | 19 de Novembro |
| Prata   | Rodrigo Marques                                                               | Levantamento de peso         | Men's 90 kg - +100 kg                          | 19 de Novembro |
| Prata   | Phelipe Rodrigues                                                             | Natação                      | Men's 100 metres freestyle S10                 | 19 de Novembro |
| Prata   | Camille Cruz                                                                  | Natação                      | Women's 100 metres freestyle S9                | 19 de Novembro |
| Prata   | Clodoaldo Silva                                                               | Natação                      | Men's 200 metres freestyle S5                  | 19 de Novembro |
| Prata   | Jeferson Amaro                                                                | Natação                      | Men's 100 metres backstroke S6                 | 19 de Novembro |
| Prata   | Magno Marques                                                                 | Natação                      | Men's 66 kg                                    | 20 de Novembro |
| Bronze  | Joao Schwindt                                                                 | Ciclismo                     | Mixed road time trial C1-5                     | 13 de Novembro |
| Bronze  | Adriano de Lima                                                               | Natação                      | Men's 400 metre freestyle S6                   | 13 de Novembro |
| Bronze  | Vanilton Filho                                                                | Natação                      | Men's 100 metre butterfly S9                   | 13 de Novembro |
| Bronze  | Renato Silva                                                                  | Natação                      | Men's 200 metre individual medley SM12         | 13 de Novembro |
| Bronze  | Alan Fonteles Cardoso Oliveira                                                | Atletismo                    | Men's 100 metres T44                           | 14 de Novembro |
| Bronze  | Paulo Pereira                                                                 | Atletismo                    | Men's 400 metres T38                           | 14 de Novembro |
| Bronze  | Ronystony Cordeiro                                                            | Natação                      | Men's 50 metre freestyle S4                    | 14 de Novembro |
| Bronze  | Joao de Castro Almeida                                                        | Natação                      | Men's 50 metre freestyle S13                   | 14 de Novembro |
| Bronze  | Regiane Nunes Silva                                                           | Natação                      | Women's 50 metre freestyle S12                 | 14 de Novembro |
| Bronze  | Nelio Almeida                                                                 | Natação                      | Men's 100 metre breaststroke SB6               | 14 de Novembro |
| Bronze  | Gabriela Cantagallo                                                           | Natação                      | Women's 100 metre breaststroke SB8             | 14 de Novembro |
| Bronze  | Jhulia Santos                                                                 | Atletismo                    | Women's 100 metres T11                         | 15 de Novembro |
| Bronze  | Roseane Santos                                                                | Atletismo                    | Women's shot put F57/58                        | 15 de Novembro |
| Bronze  | Soelito Gohr                                                                  | Ciclismo                     | Men's 1,000 metres track time trial C1-5       | 15 de Novembro |
| Bronze  | Adriano de Lima                                                               | Natação                      | Men's 50 metres freestyle S6                   | 15 de Novembro |
| Bronze  | Camille Cruz                                                                  | Natação                      | Women's 50 metres freestyle S9                 | 15 de Novembro |
| Bronze  | Alexandre Fernandes                                                           | Natação                      | Men's 400 metres freestyle S8                  | 15 de Novembro |
| Bronze  | Jeferson Amaro                                                                | Natação                      | Men's 50 metres butterfly S6                   | 15 de Novembro |
| Bronze  | Maria Silva                                                                   | Natação                      | Women's 50 metres butterfly S6                 | 15 de Novembro |
| Bronze  | Welder Camargo                                                                | Table tennis                 | Men's singles C3                               | 15 de Novembro |
| Bronze  | Maria L. Pereira                                                              | Tênis de mesa                | Women's singles C5                             | 15 de Novembro |
| Bronze  | Francisco W. Melo                                                             | Tênis de mesa                | Men's singles C8                               | 15 de Novembro |
| Bronze  | Guilherme Riggio                                                              | Tênis de mesa                | Men's singles C9                               | 15 de Novembro |
| Bronze  | Juliano Fiorentin                                                             | Tênis de mesa                | Men's singles C11                              | 15 de Novembro |
| Bronze  | Claudiney Batista dos Santos                                                  | Atletismo                    | Men's discus throw F57/58                      | 16 de Novembro |
| Bronze  | Jose Carlos Chagas                                                            | Bocha                        | Individual BC1                                 | 16 de Novembro |
| Bronze  | Clodoaldo Massardi                                                            | Bocha                        | Individual BC3                                 | 16 de Novembro |
| Bronze  | Ronaldo Santos                                                                | Natação                      | Men's 50 metres freestyle S7                   | 16 de Novembro |
| Bronze  | Susana Ribeiro                                                                | Natação                      | Women's 400 metres freestyle S9                | 16 de Novembro |
| Bronze  | Genezi Andrade                                                                | Natação                      | Men's 50 metres breaststroke SB2               | 16 de Novembro |
| Bronze  | Francisco Avelino                                                             | Natação                      | Men's 100 metres breaststroke SB4              | 16 de Novembro |
| Bronze  | Leticia Ferreira                                                              | Natação                      | Women's 100 metres breaststroke SB4            | 16 de Novembro |
| Bronze  | Gutemberg Ferraz                                                              | Natação                      | Men's 100 metres backstroke S14                | 16 de Novembro |
| Bronze  | Adriano de Lima                                                               | Natação                      | Men's 200 metres individual medley SM6         | 16 de Novembro |
| Bronze  | Joana Helena Silva                                                            | Atletismo                    | Women's 100 metres T13                         | 17 de Novembro |
| Bronze  | Paulo Pereira                                                                 | Atletismo                    | Men's 200 metres T38                           | 17 de Novembro |
| Bronze  | Carlos J. Barto Silva                                                         | Atletismo                    | Men's 1,500 metres T11                         | 17 de Novembro |
| Bronze  | Alexandre Gouveia                                                             | Levantamento de peso         | Men's 48 kg - 56 kg                            | 17 de Novembro |
| Bronze  | Francisco Avelino                                                             | Natação                      | Men's 50 metres freestyle S5                   | 17 de Novembro |
| Bronze  | Adriano de Lima                                                               | Natação                      | Men's 100 metres freestyle S6                  | 17 de Novembro |
| Bronze  | William Santana                                                               | Natação                      | Men's 200 metres individual medley SM8         | 17 de Novembro |
| Bronze  | Mauricio Pomme Carlos Santos                                                  | Tênis em cadeira de rodas    | Men's doubles                                  | 17 de Novembro |
| Bronze  | Carlos J. Barto Silva                                                         | Atletismo                    | Men's 400 metres T11                           | 18 de Novembro |
| Bronze  | Yohansson Nascimento                                                          | Atletismo                    | Men's 400 metres T46                           | 18 de Novembro |
| Bronze  | Luiz Carlos Novaes                                                            | Lentamento de peso           | Men's 75 kg - 82.5 kg                          | 18 de Novembro |
| Bronze  | Caio Oliveira                                                                 | Natação                      | Men's 100 metres butterfly S8                  | 18 de Novembro |
| Bronze  | Rosangela Azevedo Luana Couto                                                 | Tênis de mesa                | Women's team C1-3                              | 18 de Novembro |
| Bronze  | Joao A. Schwindt                                                              | Ciclismo                     | Men's road race C4-5                           | 19 de Novembro |
| Bronze  | Harlley Pereira                                                               | Judô                         | Men's 81 kg                                    | 19 de Novembro |
| Bronze  | Matheus Silva                                                                 | Natação                      | Men's 100 metres freestyle S9                  | 19 de Novembro |
| Bronze  | Joao de Castro Almeida                                                        | Natação                      | Men's 100 metres freestyle S13                 | 19 de Novembro |
| Bronze  | Regiane Nunes Silva                                                           | Natação                      | Women's 100 metres freestyle S12               | 19 de Novembro |
| Bronze  | Ronaldo Santos                                                                | Natação                      | Men's 100 metres backstroke S7                 | 19 de Novembro |
| Bronze  | Genezi Andrade                                                                | Natação                      | Men's 150 metres individual medley SM3         | 19 de Novembro |
| Bronze  | Brasil                                                                        | Basquete em cadeira de rodas | Women                                          | 19 de Novembro |

### Medalhas brasileiras por dia de competição
| Jogos          | Ouro | Prata | Bronze | Total | Posição |
| 13 de Novembro | 4    | 0     | 4      | 8     | 2º      |
| 14 de Novembro | 6    | 9     | 7      | 22    | 2º      |
| 15 de Novembro | 22   | 15    | 13     | 50    | 1º      |
| 16 de Novembro | 8    | 6     | 10     | 24    | 1º      |
| 17 de Novembro | 14   | 6     | 8      | 28    | 1º      |
| 18 de Novembro | 16   | 16    | 5      | 37    | 1º      |
| 19 de Novembro | 9    | 8     | 8      | 25    | 1º      |
| 20 de Novembro | 2    | 1     | 0      | 3     | 1º      |
| Total          | 81   | 61    | 55     | 197   | 1°      |

### Medalhas brasileiras por esporte
| Modalidade                   | Medalhas de Ouro | Medalhas de Prata | Medalhas de Bronze | Total |
| Bocha                        | 1                | 0                 | 2                  | 3     |
| Ciclismo                     | 3                | 2                 | 3                  | 8     |
| Tênis de mesa                | 12               | 6                 | 6                  | 24    |
| Judô                         | 2                | 4                 | 1                  | 7     |
| Tênis em cadeira de rodas    | 0                | 0                 | 1                  | 1     |
| Levantamento de peso         | 0                | 2                 | 2                  | 4     |
| Voleibol sentado             | 1                | 0                 | 0                  | 1     |
| Futebol de 5                 | 1                | 0                 | 0                  | 1     |
| Golbol                       | 1                | 1                 | 0                  | 2     |
| Basquete em cadeira de rodas | 0                | 0                 | 1                  | 1     |
| Atletismo                    | 27               | 23                | 10                 | 60    |
| Natação                      | 33               | 23                | 29                 | 85    |
| Total                        | 81               | 61                | 55                 | 197   |

## Multi medalhistas
| Atleta                     | Medalhas de Ouro | Medalhas de Prata | Medalhas de Bronze | Total |
| Daniel Dias                | 11               | 0                 | 0                  | 11    |
| André Brasil               | 6                | 0                 | 0                  | 6     |
| Vanilton Filho             | 4                | 0                 | 1                  | 5     |
| Joana Silva                | 4                | 0                 | 0                  | 4     |
| Terezinha Guilhermina      | 3                | 0                 | 0                  | 3     |
| Clodoaldo Silva            | 2                | 4                 | 0                  | 6     |
| Phelipe Rodrigues          | 2                | 3                 | 0                  | 5     |
| Caio Oliveira              | 2                | 2                 | 1                  | 5     |
| Matheus Silva              | 2                | 2                 | 1                  | 5     |
| Shirlene Coelho            | 2                | 1                 | 0                  | 3     |
| Edson Pinheiro             | 2                | 1                 | 0                  | 3     |
| Ariosvaldo Fernandes Silva | 2                | 1                 | 0                  | 3     |
| Thierb Siqueira            | 2                | 1                 | 0                  | 3     |

## Atletismo
O Brasil enviou 26 atletas masculino e 14 femininos para as disputas de atletismo.

## Basquete em cadeira de rodas
O Brasil enviou 2 equipes completas para as disputas masculinas e femininas do basquetebol.

## Bocha
O Brasil enviou 8 atletas masculino e 4 femininos para as disputas de bocha.

## Ciclismo
O Brasil enviou 8 atletas masculino e 4 femininos para as disputas de ciclismo.

## Judô
O Brasil enviou 7 atletas masculino e 6 femininos para as disputas de Judô.

## Levantamento de peso
O Brasil enviou 10 atletas masculino e 5 femininos para as disputas de levantamento de peso.

## Futebol de 5
O Brasil enviou um time completo de 8 atletas para as disputas de futebol de 5.

## Golbol
O Brasil enviou 2 times de 6 atletas para disputarem os torneios masculinos e femininos de golbol.

## Natação
O Brasil enviou 28 atletas masculino e 11 femininos para as disputas de natação.

## Tênis de mesa
O Brasil enviou 25 atletas masculino e 7 femininos para as disputas de Tênis de mesa.

## Tênis em cadeira de rodas
O Brasil enviou 2 atletas masculino e 2 femininos para as disputas de tênis em cadeira de rodas.

## Voleibol sentado
O Brasil enviou um time de 12 atletas para as disputas de voleibol sentado.